# 法蘭·史考特-和福特
法蘭·史考特-和福特（Frank Scott-Walford）生於伯明翰佩里巴爾，是一名英格蘭足球領隊。
史考特-和福特在沉醉於足球事業之前是一名工程師。
在他的足球生涯裡，他在托定咸熱刺作為業餘球員，之後還在林肯城、伯明翰及阿士東維拉效力。不過，他的競技能力遠不如他的組織能力，他在其後組建了恩菲爾德地區聯賽，並成為南部足球聯賽的裁判。
史考特-和福特繼成為白禮頓的領隊後，1908年3月16日，列斯城聘任史考特-和福特為領隊。